# Ectopleura viridis
Ectopleura viridis is een hydroïdpoliep uit de familie Tubulariidae. De poliep komt uit het geslacht Ectopleura. Ectopleura viridis werd in 1893 voor het eerst wetenschappelijk beschreven door Pictet. 